# Roter Vogel
Der Rote Vogel oder Zhuque (chinesisch 朱雀, Pinyin Zhūquè, Jyutping Zyu1zoek3, englisch Vermilion Bird – „Zinnoberroter Vogel“), auch „Roter Vogel des Südens“ (南方朱雀,  Nánfāng Zhūquè), ist eines der vier Symbole der chinesischen Sternenkonstellationen, die auch als „Wundertiere“ (siling) bezeichnet werden. Er steht für den Süden und den Sommer. Der Rote Vogel wird häufig mit dem Phönix verglichen, hat aber direkt nichts damit zu tun. Auch ist er nicht mit Fenghuang zu verwechseln.
Er ist ebenfalls in Japan als Suzaku, Sujijaku oder Shujaku (jap. 朱雀), in Korea als Jujak (kor. 주작) und in Vietnam als Chu Tước bekannt.

## Die sieben Häuser des Roten Vogels
In der chinesischen Astrologie werden den vier Symbolen auf der Ekliptik jeweils sieben Mondhäuser zugeteilt, in denen sich der Mond innerhalb der Woche des entsprechenden Mondviertels jeweils ungefähr einen Tag lang befindet. Zum Roten Vogel gehören folgende Häuser:
- Quelle (井,  Jǐng)
- Erdgeist (鬼,  Guǐ)
- Weide (柳,  Liǔ)
- Stern (星,  Xīng)
- ausgeworfenes Netz (張 / 张,  Zhàng)
- Flügel (翼,  Yì)
- Wagen (軫 / 轸,  Zhěn)

## Anmerkung
1. ↑  Dieses Dachziegelstück ist ein Abschlussziegel einer Dachrinne (瓦當 / 瓦当,  wǎdāng, Jyutping ngaa5dong3) am unteren Ende eines traditionellen chinesischen Dachs.